# Palencia
För andra betydelser, se Palencia (olika betydelser).
Palencia (spanskt uttal: [paˈlenθja]
 ( lyssna)) är en stad och kommun i den autonoma regionen Kastilien och León i norra Spanien. Staden ligger vid floden Carrión, cirka 190 kilometer nordväst om Madrid. Palencia är huvudort i provinsen med samma namn. Kommunen har 76 738 invånare (2024), på en yta av 95,21 km².
Universitetet i Palencia hörde under medeltiden till de så kallade Studium Generale.